# Moorhouse (Carlisle)
Moorhouse – przysiółek w Anglii, w Kumbrii. W latach 1870–1872 osada liczyła 306 mieszkańców.